# Соломатин, Александр Викторович
Александр Викторович Соломатин 23 июня 1977, Ленинград — 1 декабря 1999, близ с. Первомайское, Чеченская Республика) — гвардии лейтенант Вооружённых сил Российской Федерации, командир разведывательного взвода 245-го мотострелкового полка 3-й мотострелковой дивизии 22-й армии Московского военного округа. Участник Второй чеченской войны. Герой Российской Федерации.

## Биография
Родился 23 июня 1977 года в городе-герое Ленинграде в семье военнослужащего.
В 1994 году окончил 10 классов московской средней школы № 1103.
В Вооружённых силах России с 1994 года. В 1998 году с отличием окончил Санкт-Петербургское военное общевойсковое командное училище имени С. М. Кирова и получил назначение в учебное соединение Московского военного округа для подготовки младших специалистов (467 окружной учебный центр, Ковров).
В 1999 году он добился перевода в 27-ю отдельную мотострелковую бригаду Московского военного округа. Когда пришёл приказ о направлении офицеров в Чеченскую Республику, гвардии лейтенант Александр Соломатин был одним из первых. Его назначили в 245-й гвардейский мотострелковый полк 3-й мотострелковой дивизии 22-й армии.
Командир взвода Александр Соломатин с 13 октября по 1 декабря 1999 года принимал участие в контртеррористической операции на территории Чеченской республики.
В ходе боевых действий раскрылись военный талант и командирские способности Александра Соломатина. Его разведвзвод за короткий срок стал лучшим. Все боевые задачи благодаря умелым действиям офицера решались без потерь, хотя действовать приходилось на самых опасных направлениях.
1 декабря 1999 года в районе населенного пункта Первомайское его подразделение вело бой. В ходе боя Александр Соломатин грамотно и умело организовал эвакуацию раненых. Благодаря его смелым и решительным действиям подразделение понесло минимальные потери. Однако был смертельно ранен заместитель командира полка. Несмотря на плотный огонь противника, гвардии лейтенант Александр Соломатин сумел организовать эвакуацию с поля боя раненого командира, а сам остался прикрывать отход группы, нанес максимальный урон противнику, погиб в бою.
Похоронен в городе-герое Москве на Хованском Центральном кладбище. На его памятнике высечены такие слова: «Я жил и сражался во имя Родины. Я русский офицер. Честь имею».
Указом Президента Российской Федерации № 421 от 21 февраля 2000 года, за личное мужество и героизм, проявленные при ликвидации бандформирований, гвардии лейтенанту Соломатину Александру Викторовичу посмертно присвоено звание Героя Российской Федерации.

## Семья
- Отец — Виктор Александрович Соломатин, генерал-лейтенант, вышел в отставку с должности начальника управления Генерального штаба ВС России.
- Мать — Елена Николаевна (девичья фамилия — Митусова).
- Сестра — Елена.
- Супруга — Мария (девичья фамилия — Андрианова).
- Сын — Виктор.

## Память
- Именем Александра Соломатина названа школа № 1103, в которой он учился. На здании школы установлена мемориальная доска. Также в школе открыт музей.
- 28 мая 2002 года одна из улиц в посёлке завода Мосрентген была названа его именем, а на доме № 1 — установлена мемориальная доска (улица Героя России Соломатина).
- Его имя навечно внесено в список личного состава 6-й роты 27-й отдельной мотострелковой бригады.
- 13 января 2018 года в Коврове на территории 467-го Окружного учебного центра торжественно была открыта аллея героев, где была установлена стела Александра Соломатина.